# ستيفاني مكينتوش
ستيفاني مكينتوش (بالإنجليزية: Stephanie McIntosh)‏ هي مغنية وممثلة أسترالية، ولدت في 5 يوليو 1985 في ملبورن في أستراليا.

## وصلات خارجية
- الموقع الرسمي
- ستيفاني مكينتوش على موقع IMDb (الإنجليزية)
- ستيفاني مكينتوش على موقع ميوزك برينز (الإنجليزية)
- ستيفاني مكينتوش على موقع ديسكوغز (الإنجليزية)
- ستيفاني مكينتوش على موقع قاعدة بيانات الفيلم (الإنجليزية)
- ستيفاني مكينتوش على موقع كينوبويسك (الروسية)